# El haragán de la familia
 El haragán de la familia  es una película de Argentina en blanco y negro dirigida por Luis César Amadori según su propio guion escrito en colaboración con Tito Davison e Ivo Pelay que se estrenó el 21 de febrero de 1940 y que tuvo como protagonistas a Pepe Arias, Angelina Pagano, Gloria Bayardo y Amelia Bence.  Además, contó con los decorados hechos por el pintor Raúl Soldi.

## Sinopsis
Un porteño que procura vivir sin trabajar conoce a una mujer.

## Reparto
- Pepe Arias .............. Teobaldo Peña
- Gloria Bayardo .......... Tía Sara
- Amelia Bence ............ Elsa del Solar
- Miguel Coiro
- Alfredo Fornaresio ...... Remigio "Sardina"
- Justo José Garaballo .... Julio García
- Angelina Pagano ......... Doña Mercedes
- José Antonio Paonessa ... Lobos
- Juan José Piñeiro
- Elvira Quiroga .......... Filomena
- Ernesto Raquén .......... Ernesto Peña
- Myrtha Rey .............. Martha Peña

## Comentarios
Manrupe y Portela escriben sobre el filme: "Después de El Loco Serenata, un retorno de Pepe Arias a lo seguro. Guiños al público y chistes viejos dichos con gracia no logran destacar una puesta demasiado teatral" y el crítico Roland opinó:

"Es una película divertida...Se trataba de reconciliar a Pepe Arias con el tipo que ha creado y del cual se había divorciado últimamente por razones ajenas a su voluntad...La realización, sin alardes...es perfecta.